# Gruffudd de la Pole
Gruffudd de la Pole (auch Gruffydd oder Griffin de la Pole) († nach November 1330) war ein walisischer Adliger.

## Herkunft
Gruffudd de la Pole entstammte der alten walisischen Herrscherfamilie von Powys. Er war ein jüngerer Sohn von Fürst Gruffydd ap Gwenwynwyn. Nach dem Tod seines Vaters 1287 wurde sein älterer Bruder Owain dessen Haupterbe. Owain setzte die Umwandlung von Powys von einem walisischen Fürstentum in eine englische Baronie fort. Nach Owains Tod 1293 erbte zunächst dessen einziger Sohn Gruffudd Powys.

## Erbstreit um Powys

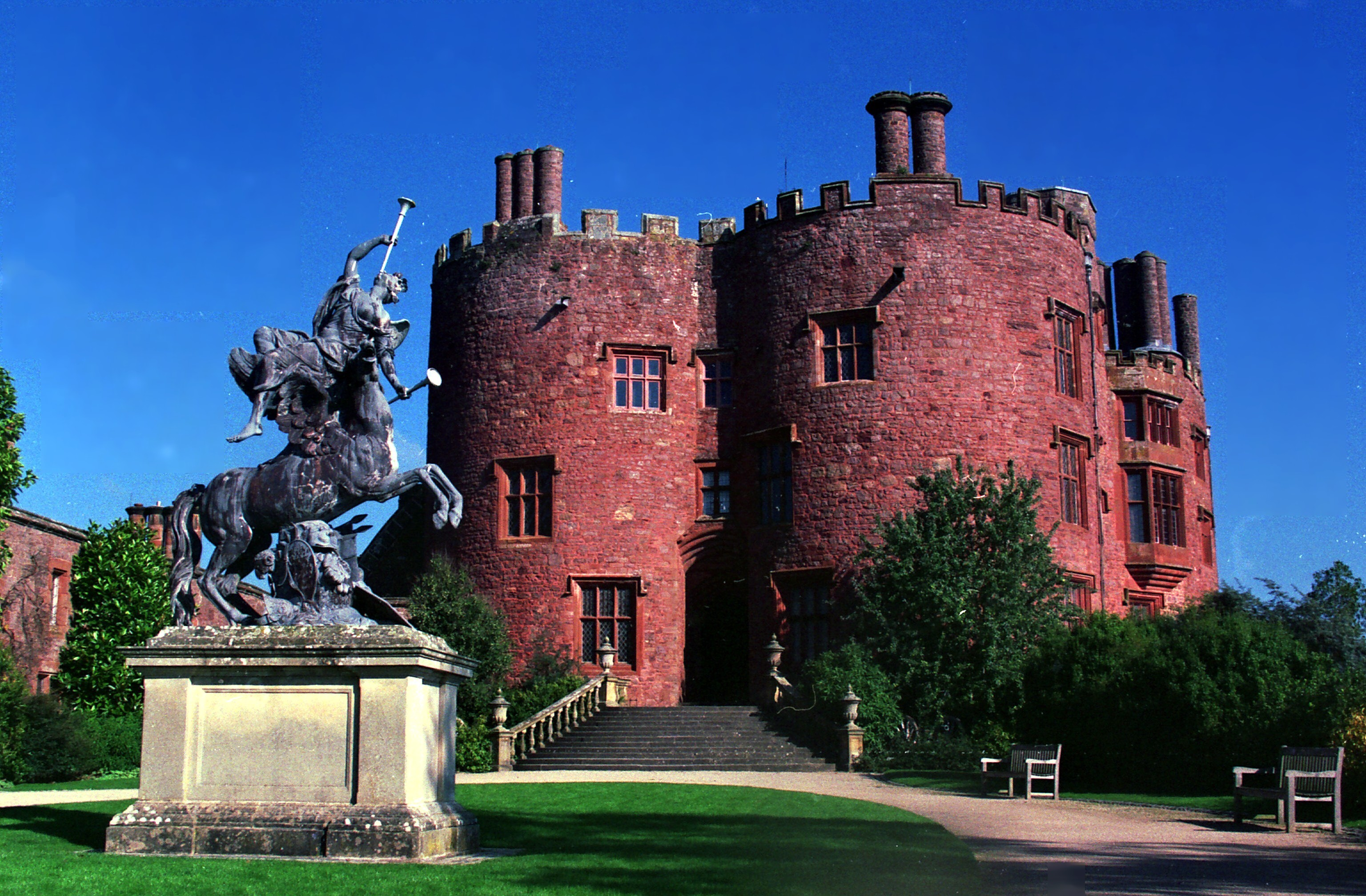
Das von Gruffudd de la Pole belagerte Powis bzw. Welshpool Castle, der Mittelpunkt der Baronie Powys

Als der jüngere Gruffudd 1309 kinderlos starb, galt gemäß dem englischen Erbrecht seine Schwester Hawise als Erbin. König Eduard II. verheiratete die Erbin mit John Charlton, einem Günstling seines Favoriten Piers Gaveston. Im Sommer 1309 beanspruchte nun jedoch Gruffudd de la Pole die Baronie Powys. Da Powys eine Herrschaft der Welsh Marches war, berief er sich auf das traditionelle walisische Erbrecht. Nach diesem wurde Landbesitz in männlicher Erbfolge vererbt, weshalb Powys an ihn fallen müsse. Pole wandte sich 1311 an eine Gerichtskommission, damit diese entscheiden solle, ob in Powys die Erbfolge nach walisischem oder englischen Recht galt. Der König wies daraufhin seinen Kanzler Walter Reynolds an, dass diese Frage nicht von einer Gerichtskommission behandelt werden dürfe, da die Angelegenheit die Würde der Krone verletzen würde. Diese Missachtung des traditionellen walisischen Rechts gilt als eine der eklatantesten Rechtsverletzungen während der Herrschaft Eduards II. Daraufhin griff Pole offensichtlich zur Selbstjustiz und begann mit offenen Angriffen auf Charlton, der inzwischen Powys in Besitz genommen hatte. Am 23. März 1312 beauftragte der König Roger Mortimer of Chirk und Robert de Holand, eine Belagerung von Welshpool Castle, dem Mittelpunkt der Herrschaft, durch Pole aufzuheben. Erst im Sommer 1312 konnte Mortimer Welshpool Castle entsetzen. Vermutlich plünderten Poles Anhänger zu dieser Zeit bereits weite Gebiete der Welsh Marches. Daraufhin erklärte der König Poles Besitz für beschlagnahmt.

## Unterstützung seiner Ansprüche durch den Earl of Lancaster
Im Frühjahr 1312 wird Pole erstmals als Vasall von Thomas of Lancaster erwähnt. Möglicherweise hatte er sich an den mächtigen Lancaster um Hilfe gewandt, möglicherweise hatte Lancaster aber auch aktiv seine Hilfe angeboten, um den König herauszufordern. Der Streit um Powys wurde nun ein Teil des Machtkampfs zwischen dem König und Lancaster. Lancaster ließ im Juni 1312 zusammen mit anderen Magnaten Gaveston hinrichten, als dieser ohne Erlaubnis aus seinem erzwungenen Exil nach England zurückgekehrt war. Lancaster setzte sich nun verstärkt für Pole ein. Im Dezember 1312 oder Anfang 1313 setzte der König daraufhin doch eine Gerichtskommission ein, um die Ansprüche von Pole zu prüfen. Lancaster erklärte aber zwei der drei Mitglieder der Kommission für befangen. John Wogan sei an der Beschlagnahmung von Poles Besitzungen beteiligt gewesen und Alan la Zouche sei ein Vasall von John Charlton. Am 23. Februar 1313 bat Lancaster den päpstlichen Legaten Kardinal Arnaud um Vermittlung. Dazu verlangte Lancaster auch unparteiische Richter für die Beschwerden von Fulk Lestrange, einem Verwandten von Pole, der diesen unterstützt hatte. Lancaster verteidigte Pole dickköpfig, wobei er wahrscheinlich im Recht war. Er nutzte den Streit um Powys, um seine eigenen Vasallen zu schützen, um den König herauszufordern und um die Ordinances durchzusetzen.
Der König forderte im Gegenzug die Rückgabe von Juwelen und Pferden, die seinem Günstling Gavaston gehört hatten. Schließlich gab der König nach. Am 12. März 1313 befahl er die Freilassung von Unterstützern von Pole. Im Oktober rieten der Earl of Hereford, Bartholomew de Badlesmere, der Earl of Pembroke und Antonio Pessagno dem König, gegenüber Lancaster im Streit um Powys nachzugeben und Pole zu begnadigen. Daraufhin wurden am 3. November 1313 Henry le Scrope und John Cromwell als neue Mitglieder der im Dezember 1312 ernannten Gerichtskommission ernannt, und am 6. November 1313 begnadigte der König sowohl Pole und Lestrange wie auch Charlton für ihre Vergehen in Powys.

## Fortsetzung des Streits um Powys
Durch diese Vermittlung wurde der Streit um Powys aber nur oberflächlich beigelegt, denn faktisch blieb Charlton im Besitz von Powys. Während des Parlaments von Lincoln im Februar 1316 wurde über den Erbstreit beraten, und im März 1316 sollte John Cromwell einen Aufruhr in Wales beenden. Dennoch kam es in Powys den ganzen Sommer über zu weiteren Konflikten zwischen Pole und Charlton. Am 10. Oktober 1316 wurde Pole, offenbar als Zugeständnis an Lancaster, erneut offiziell begnadigt. Faktisch wurde der Streit nie beigelegt, denn noch im November 1330 verbot Eduard III. Pole und Charlton, gegeneinander eine Fehde zu führen. Dies gilt als letzter bekannter Akt in dem Streit.